# Eugène Eschassériaux
Eugène Eschassériaux (Thénac, 25 luglio 1823 – Parigi, 31 agosto 1906) è stato un politico, nobile archeologo dilettante e bonapartista francese.

## Biografia
Nipote di Joseph Eschassériaux, barone dell'impero e padre di René-Pierre Eschassériaux, approdò nel mondo della politica dopo il crollo del secondo impero francese. 
Eugène Eschassériaux divenne un bonapartista convinto nel panorama politico francese e venne eletto alla camera dei deputati per la circoscrizione di Charente nel febbraio del 1871. Nel 1872 incontrò per la prima volta Napoleone III in Inghilterra dove quest'ultimo si trovava in esilio e lo stesso ex imperatore gli affidò l'incarico di sostenere il bonapartismo nel sudovest della Francia, area considerata fondamentalmente bonapartista. Tuttavia, quando Eugène Rouher e Luciano Murat decisero di candidarsi alle elezioni suppletive del luglio del 1871 nella Charente, Eschassériaux fu molto cauto circa la loro presentazione come candidati, considerando ancora troppo prematura la loro candidatura. Del resto anche il marchese di Chasseloup-Laubat, deputato della Charente e favorevole ai bonapartisti, aveva ben poca Rouher e si unì in queste critiche ad Eschassériaux. Quando il marchese de Chasseloup-Laubat morì due anni dopo, fu il barone Eschassériaux a proporre immediatamente un proprio candidato per la sua successione nella persona di Jean-Baptiste Stanislas Boffinton che riuscì infine ad essere eletto, vittoria che venne resa possibile ancora una volta grazie all'azione del barone che era riuscito ad ottenere il sostegno della stampa monarchica del dipartimento. Nel 1872 scrisse un rapporto molto ottimista sullo stato del bonapartismo in Francia, prevedendo l'imminente crollo dei realisti e la massiccia mobilitazione di ex candidati ufficiali e legittimisti disillusi dal governo della repubblica.
Al momento del rovesciamento della presidenza di Adolphe Thiers, Eschassériaux fu scelto con Alfred Haentjens e Charles Levert (altri due deputati bonapartisti), per negoziare un'alleanza coi deputati deputati orleanisti e legittimisti. Il 26 maggio 1873 i deputati bonapartisti decisero di organizzarsi definitivamente in un gruppo parlamentare e fondarono l' Appel au peuple, parlando direttamente di plebiscito. Il barone viene scelto come primo presidente del gruppo politico.
Il 3 novembre 1873, dopo il fallimento della restaurazione monarchica, Adolphe Thiers tentò un riavvicinamento ai bonapartisti. Propose al barone Eschassériaux un'alleanza volta a portare Léon Say alla presidenza dell'Assemblea Nazionale, offrendo in cambio le cariche di vicepresidente e segretario dell'assemblea ai bonapartisti. Rouher rifiutò e François Pairault ritiene che anche lo stesso Eschassériaux avrebbe fatto la stessa cosa perché entrambi erano disillusi dal fatto che i monarchici da soli sarebbero stati in grado di riformare lo stato in maniera positiva. Avvicinato da Léon Gambetta, Eschassériaux negoziò con lui una vendetta dei bonapartisti sugli orleanisti che avevano rinunciato alle loro aspirazioni di restaurazione per piegarsi alla repubblica ed ai loro interessi personali. Quando si svolsero le elezioni al senato, il barone rinunciò a candidarsi nel suo dipartimento, lasciando il posto ai colleghi Stanislas Boffinton, Alfred de Vast-Vimeux e Pierre Auguste Roy de Loulay.

## L'archeologia
Intraprese numerose indagini archeologiche intorno al villaggio di Thénac, in particolare nel sito chiamato Thénac Peu Richard che era di sua proprietà e che in seguito diede il nome al periodo neolitico dei Peu-Richardien.